# John de Berkeley
Pour les articles homonymes, voir John Berkeley et Berkeley.
John de Berkeley (21 janvier 1352 – 5 mars 1428) est un parlementaire anglais.

## Biographie
Né le 21 janvier 1352 à Beverston dans le Gloucestershire, John de Berkeley est le dernier des quatre enfants de Thomas de Berkeley, 3e baron Berkeley, et de sa seconde épouse Katherine Clivedon, fille et héritière de John Clivedon. Mais les morts prématurées de ses trois frères aînés Thomas, Maurice et Edmond font de lui le seul héritier des possessions de sa mère lorsque celle-ci décède en 1385. En revanche, John ne peut espérer hériter des titres ou biens de son père à sa mort en 1361, ces derniers revenant entièrement à son demi-frère Maurice, le fils aîné de leur père Thomas de Berkeley et de sa première épouse Marguerite Mortimer.
Adoubé avant 1383, John de Berkeley entame rapidement une carrière politique. Ainsi, il officie comme shérif du Somerset et du Dorset entre 1390 et 1391, puis entre 1394 et 1395. Il exerce également la charge de shérif dans d'autres comtés, notamment dans le Gloucestershire entre 1392 et 1393, puis entre 1397 et 1398, et enfin entre 1414 et 1415, dans le Hampshire entre 1402 et 1403, puis entre 1406 et 1407, et dans le Wiltshire entre 1410 et 1411. Il sert en outre comme member of Parliament pour le Gloucestershire en février 1388, en septembre 1388 et en janvier 1397, pour le Somerset en novembre 1390 et en 1394, pour le Wiltshire en 1402 et pour le Hampshire en 1406.

## Descendance
John de Berkeley se marie trois fois, mais seule sa deuxième épouse Elizabeth Betteshorne lui donne une descendance, dont :
- Eleanor de Berkeley, épouse d'abord John FitzAlan, 6e comte d'Arundel, puis Richard Poynings, et enfin Walter Hungerford, 1er baron Hungerford ;
- Maurice de Berkeley, épouse Lora FitzHugh ;
- Elizabeth de Berkeley, épouse d'abord Edward Charleton, 5e baron Cherleton, puis John Sutton, 1er baron Dudley ;
- Joan de Berkeley, épouse Thomas Stawell.